# Бофе (Сарт)
Бофе (фр. Beaufay) је насељено место у Француској у региону Лоара, у департману Сарт.
По подацима из 2011. године у општини је живело 1375 становника, а густина насељености је износила 57,6 становника/km².

## Демографија
| 1962. | 1968. | 1975. | 1982. | 1990. | 2011. |
| ----- | ----- | ----- | ----- | ----- | ----- |
| 1.231 | 1.156 | 1.105 | 1.103 | 1.063 | 1.375 |